# Romulus Linney (Dramatiker)
Romulus Linney (* 21. September 1930 in Philadelphia; † 15. Januar 2011 in Germantown) war ein US-amerikanischer Drehbuchautor.
Bekanntheit erlangten vor allem seine Adaption der Novelle A Lesson Before Dying sowie The Love Suicide at Schofield Barracks. 1998 wurde er in die American Academy of Arts and Sciences und 2002 in die American Academy of Arts and Letters gewählt.
Seine Tochter ist die Schauspielerin Laura Linney.